# Dansk Melodi Grand Prix 2020
La cinquantesima edizione del Dansk Melodi Grand Prix è stata organizzata dall'emittente radiotelevisiva danese DR per selezionare il rappresentante nazionale all'Eurovision Song Contest 2020 a Rotterdam.
I vincitori sono stati Ben & Tan con Yes.

## Organizzazione
Il Dansk Melodi Grand Prix è stato utilizzato per selezionare il rappresentante eurovisivo danese in tutte le edizioni a cui il paese ha partecipato. L'edizione del 2020 è stata confermata da DR il 10 maggio 2019; sono state subito rivelate data e sede della finale, fissata per il 7 marzo 2020 alla Royal Arena di Copenaghen. Il successivo 25 maggio è arrivata da DR la conferma della partecipazione danese all'Eurovision per l'anno successivo.
Pur mantenendo lo stesso format degli anni precedenti, consistente in una sola finale televisiva nella quale una combinazione di voto della giuria e televoto decreta prima i tre preferiti fra i dieci partecipanti, e poi il vincitore fra gli ultimi tre rimasti, sono state apportate alcune modifiche minori all'organizzazione del contest in occasione del suo cinquantesimo anniversario. Innanzitutto, per la prima volta dal 1999 è stato deciso di affidare l'esecuzioni delle musiche a un'orchestra dal vivo, l'Antonelli Orchestra, piuttosto che utilizzare basi pre-registrate. In secondo luogo, è stata aggiunta una pre-selezione radiofonica trasmessa a gennaio 2020 sulla stazione P4 dove nove partecipanti si sono sfidati per cinque dei dieci posti nella finale del 7 marzo.
A causa della pandemia di COVID-19, il primo ministro danese Mette Frederiksen ha emanato una disposizione per la quale tutti gli eventi dal vivo con un pubblico superiore alle mille persone dovessero essere rinviati o tenuti a porte chiuse; di conseguenza, l'emittente ha deciso di mandare comunque in onda l'evento su DR1, ma senza pubblico nell'arena.

## Pre-selezione P4
Dei dieci finalisti, cinque sono stati selezionati attraverso una pre-selezione organizzata dalla stazione radiofonica P4. Nove concorrenti sono stati suddivisi in tre gruppi in base alla loro provenienza geografica (Danimarca settentrionale, meridionale od orientale). Il pubblico ha potuto selezionare un vincitore per regione, mentre una giuria ha scelto gli ultimi due finalisti fra i sei rimanenti. I risultati sono stati annunciati il 24 gennaio 2020. Kenny Duerlund, Ben & Tan e Sander Sanchez hanno vinto il voto del pubblico nelle loro rispettive regioni, mentre Jamie Talbot ed Emil sono stati selezionati dalla giuria.
     Qualificato dal voto del pubblico
     Qualificato dalla giuria
| Artista                  | Titolo                          | Autori                                                                           |                       |
| Danimarca meridionale    | Danimarca meridionale           | Danimarca meridionale                                                            | Danimarca meridionale |
| ------------------------ | ------------------------------- | -------------------------------------------------------------------------------- | --------------------- |
| Jamie Talbot             | Bye Bye Heaven                  | Tom Oehler, Hampus Eurenius, Aron Blom                                           |                       |
| Kenny Duerlund           | Forget It All                   | Henrik Tala, Mila Falls, Patrick Jean, Kenny Duerlund                            |                       |
| Nick Jones               | 2AM                             | Jon Hällgren, Lukas Hällgren, Hampus Eurenius, George Keller                     |                       |
| Danimarca orientale      |                                 |                                                                                  |                       |
| SamSara                  | For You                         | Chief 1, Remee, Kwamie Liv, Sara Amalie Gerup                                    |                       |
| Søren Okholm             | Impossible Dreamers             | Tobias Stigaard Stenkjær, Peter Jantzen, Nanna Supriya Wedel, Søren Fynbo Okholm |                       |
| Ben & Tan                | Yes                             | Emil Lei, Jimmy Jansson, Linnea Deb                                              |                       |
| Danimarca settentrionale |                                 |                                                                                  |                       |
| Emil                     | Ville ønske jeg havde kendt dig | Esben Svane, Emil Vestergaard Klausen, Gavyn Bailey, Tim Schou                   |                       |
| Sander Sanchez           | Screens                         | Jonas Thander, Liam Craig, Christopher Wortley                                   |                       |
| Mielou                   | We Could Be So Beautiful        | Thomas Reil, Jeppe Reil, Bruce R. F. Smith, Eric Lumiere                         |                       |

## Partecipanti
DR ha aperto la possibilità di inviare proposte per la competizione dal 2 ottobre al 1º novembre 2019. I dieci finalisti sono stati rivelati il 31 gennaio 2020; le canzoni sono state rese disponibili per l'ascolto da subito sul sito ufficiale dell'emittente e su Spotify.
| Artista                      | Titolo                          | Lingua  | Compositori                                                    |
| ---------------------------- | ------------------------------- | ------- | -------------------------------------------------------------- |
| Ben & Tan                    | Yes                             | Inglese | Emil Lei, Jimmy Jansson, Linnea Deb                            |
| Benjamin Kissi               | Faith                           | Inglese | Benjamin Kissi, Frederik Tao Nordsøe Schjoldan, Gisli Gislason |
| Emil                         | Ville ønske jeg havde kendt dig | Danese  | Esben Svane, Emil Vestergaard Klausen, Gavyn Bailey, Tim Schou |
| Isam B                       | Bølger                          | Danese  | Babak Vakili, Isam Bachiri, Morten Woods                       |
| Jamie Talbot                 | Bye Bye Heaven                  | Inglese | Tom Oehler, Hampus Eurenius, Aron Blom                         |
| Jasmin Rose feat. RoxorLoops | Human                           | Inglese | Erik Smaaland, Gavin Jones, Grace Risch, Lise Cabble           |
| Kenny Duerlund               | Forget It All                   | Inglese | Henrik Tala, Mila Falls, Patrick Jean, Kenny Duerlund          |
| Maja & De Sarte Sjæle        | Den eneste goth i Vejle         | Danese  | Timo Mastrup-Andersen                                          |
| Sander Sanchez               | Screens                         | Inglese | Jonas Thander, Liam Craig, Christopher Wortley                 |
| Sys Bjerre                   | Honestly                        | Inglese | Lasse Lyngbo, Sys Bjerre                                       |

## Finale
La finale si è tenuta il 7 marzo 2020 presso la Royal Arena di Copenaghen. Ben & Tan sono risultati vincitori.
| #  | Artista                      | Titolo                          |
| -- | ---------------------------- | ------------------------------- |
| 1  | Isam B                       | Bølger                          |
| 2  | Ben & Tan                    | Yes                             |
| 3  | Maja & De Sarte Sjæle        | Den eneste goth i Vejle         |
| 4  | Benjamin Kissi               | Faith                           |
| 5  | Emil                         | Ville ønske jeg havde kendt dig |
| 6  | Sys Bjerre                   | Honestly                        |
| 7  | Jamie Talbot                 | Bye Bye Heaven                  |
| 8  | Sander Sanchez               | Screens                         |
| 9  | Kenny Duerlund               | Forget It All                   |
| 10 | Jasmin Rose feat. RoxorLoops | Human                           |

### Superfinale
| # | Artista        | Titolo                          | Punteggio | Posizione |
| - | -------------- | ------------------------------- | --------- | --------- |
| 1 | Ben & Tan      | Yes                             | 61%       | 1         |
| 2 | Emil           | Ville ønske jeg havde kendt dig | 19%       | 3         |
| 3 | Sander Sanchez | Screens                         | 20%       | 2         |